# Willem van Goltstein van Oldenaller
Willem baron van Goltstein van Oldenaller (Hamburg (Dld.), 13 mei 1831 - Putten, 9 september 1901) was een negentiende-eeuws gematigd conservatief politicus.
Van Goltstein van Oldenaller was Tweede- en Eerste Kamerlid, en minister in de kabinetten Heemskerk-Van Lynden van Sandenburg en Van Lynden van Sandenburg. Hij was een goed administrateur, zeer belezen en ontwikkeld, maar een slecht spreker. Hij trad in 1882 af als minister van Koloniën na een zeer kritisch Kamerrapport over zijn grondbeleid in Indië. Later werd hij gezant in Londen en voorzitter van de Raad van Voogdij over de jonge koningin Wilhelmina. Hij was een zoon van Hendrik Rudolph Willem van Goltstein van Oldenaller en een neef van Jan Karel van Goltstein, die eveneens politicus waren.

## Familie
Van Goltstein van Oldenaller, een zoon van Hendrik Rudolph Willem baron van Goltstein (1800-1868) en van Emma van Hildebrand(t), trouwde in Velsen op 12 augustus 1863 met jkvr. Agneta Cornelia Hugonia Boreel (1839-1924), dame du palais van Koningin Emma. Zij was een dochter van jhr. mr. Willem Boreel (1800-1883) en van jkvr. Jacoba Margaretha Maria Paulina Boreel (1813-1893). Het echtpaar liet geen kinderen na.